# Anja Stiefel
Anja Stiefel (* 9. August 1990 in Wil SG) ist eine Schweizer Eishockeynationalspielerin und Eishockeytrainerin, die mit den HC Lugano Ladies zweimal die Schweizer Meisterschaft und mit Luleå HF 2018 den schwedischen Meistertitel gewann. Mit der Schweizer Nationalmannschaft nahm sie an acht Weltmeisterschaften und zwei Olympischen Spielen teil und gewann dabei zwei Bronzemedaillen. Seit 2020 ist sie Assistenztrainerin beim Hockey Team Thurgau und spielt sporadisch auch wieder für diesen Klub.

## Karriere

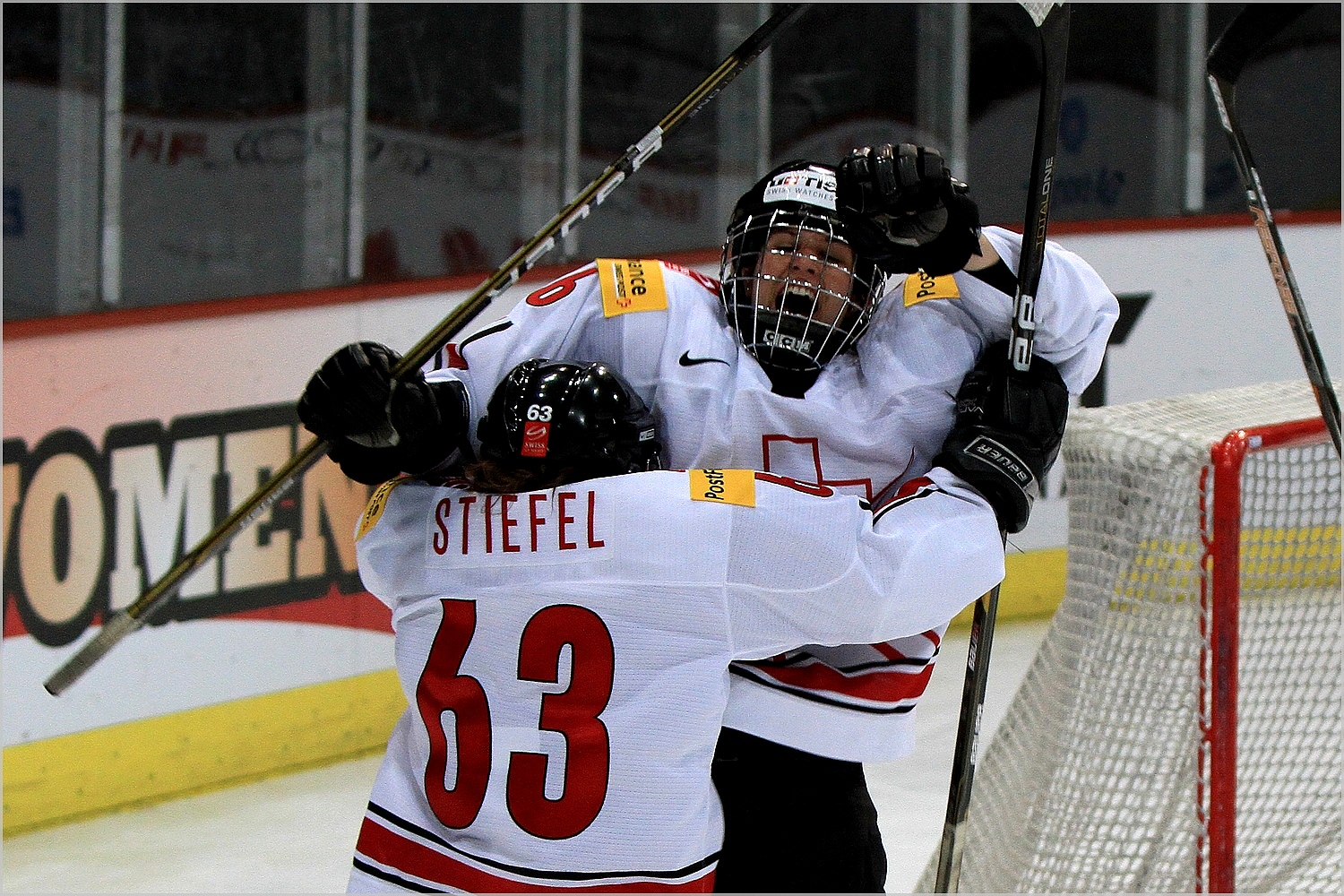
Anja Stiefel (vorn) and Julia Marty beim Torjubel (2011)

Anja Stiefel betreibt seit ihrem neunten Lebensjahr Eishockey und kam durch ihren Bruder zu diesem Sport. Sie spielte in den (männlichen) Nachwuchsmannschaften des EC Wil und EHC Pikes Oberthurgau.
Ab 2004 kam Anja Stiefel parallel beim DSC Oberthurgau in der höchsten Frauenspielklasse der Schweiz, der Leistungsklasse A zum Einsatz.
Bei der Weltmeisterschaft der Frauen 2008 absolvierte Anja Stiefel ihre erste Weltmeisterschaft für die Schweizer Eishockeynationalmannschaft der Frauen, nachdem sie zuvor an der ersten Austragung der U18-Frauen-Weltmeisterschaft teilgenommen hatte. Anschliessend wechselte sie nach Kanada zu den Calgary Oval X-Treme, um sich optimal auf die Olympischen Winterspiele in Vancouver vorzubereiten. Schliesslich schaffte sie es in den Olympiakader für Vancouver und belegte dort mit der «Frauen-Nati» den fünften Platz. Zuvor war sie 2009 in die Schweiz zurückgekehrt und spielte für den SC Reinach in der Leistungsklasse A.
Bei der Weltmeisterschaft der Frauen 2012 gewann sie mit dem Nationalteam die Bronzemedaille und erreichte dabei den bis dato grössten Erfolg im Schweizer Fraueneishockey. Im Sommer 2013 wechselte sie aufgrund der besseren Trainingsbedingungen in Lugano vom SC Reinach zum HC Lugano.
2014 folgte die Teilnahme an den Olympischen Winterspielen in Sotschi, bei denen sie mit dem Nationalteam die Bronzemedaille gewannen und damit den WM-Erfolg von 2012 wiederholte.
2014 gewann Anja Stiefel ihre erste Schweizer Meisterschaft mit den Frauen des HC Lugano. Ein Jahr später konnte sie mit dem HC Lugano diesen Titel verteidigen.
Im März 2016 absolvierte Anja Stiefel ihr 150. Länderspiel.
2016 wechselte Stiefel zum Luleå HF in die Svenska damhockeyligan. Für die Olympischen Winterspiele 2018 in Südkorea erhielt sie keine Nominierung und beendete daraufhin nach 180. Länderspielen ihre Nationalmannschaftskarriere.
2018 gewann sie mit Luleå HF die schwedische Meisterschaft und beendete anschliessend ihre Karriere.
2020 wurde sie Assistenztrainerin beim neu gegründeten Hockey Team Thurgau und kehrte im Februar 2021 erstmals für ihren neuen Klub wieder aufs Eis zurück.

## Erfolge und Auszeichnungen

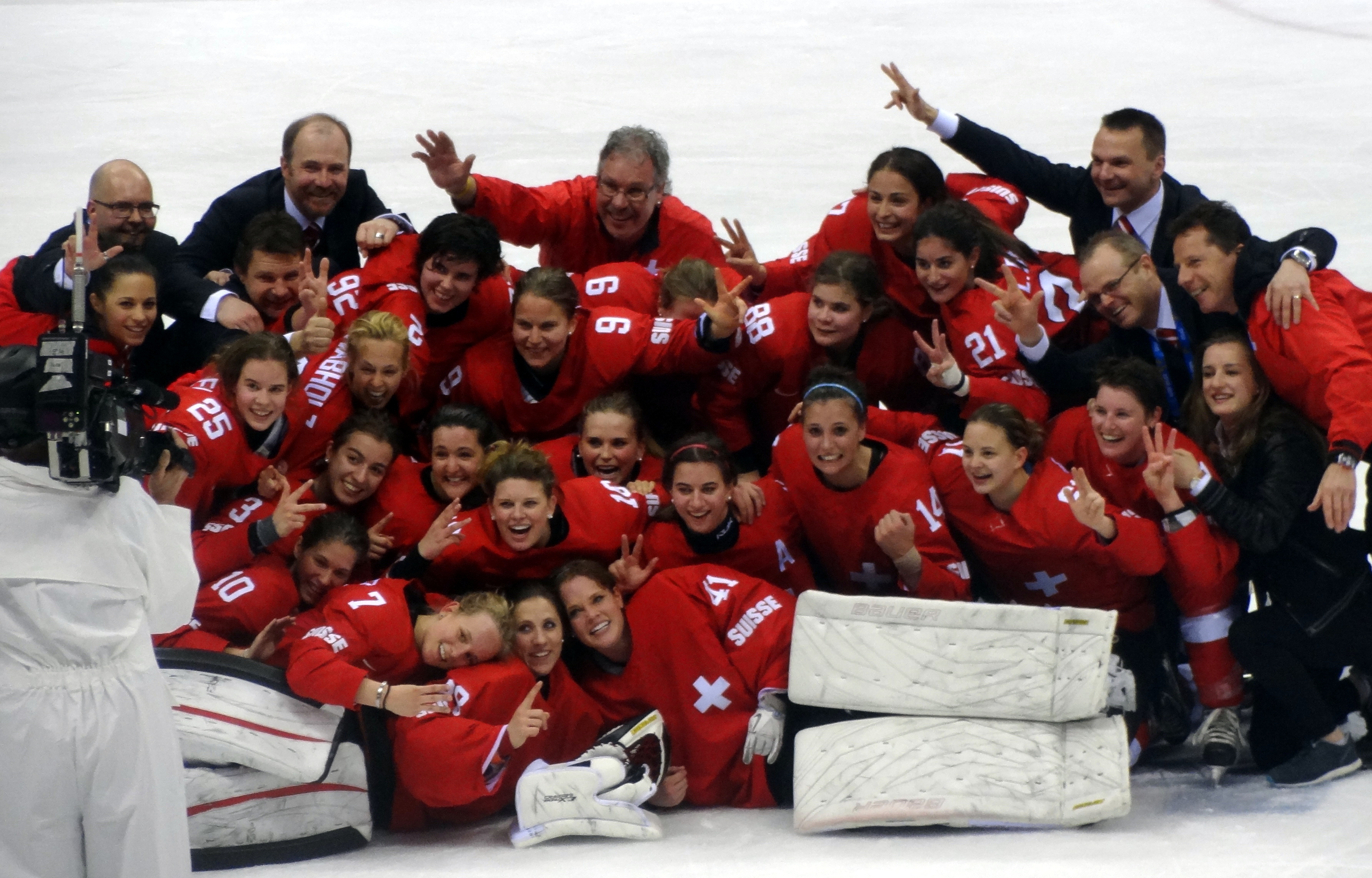
Gewinn der Bronzemedaille bei den Olympischen Winterspielen 2014

- 2012 Bronzemedaille bei der Weltmeisterschaft
- 2014 Schweizer Meister mit den HC Lugano Ladies
- 2014 Bronzemedaille bei den Olympischen Winterspielen
- 2015 Beste Stürmerin des IIHF European Women Champions Cup
- 2015 Schweizer Meister mit den HC Lugano Ladies
- 2016 Swiss Golden Player Award[15]
- 2018 Schwedischer Meister mit Luleå HF

## Karrierestatistik

### International
(Legende zur Spielerstatistik: Sp oder GP = absolvierte Spiele; T oder G = erzielte Tore; V oder A = erzielte Assists; Pkt oder Pts = erzielte Scorerpunkte; SM oder PIM = erhaltene Strafminuten; +/− = Plus/Minus-Bilanz; PP = erzielte Überzahltore; SH = erzielte Unterzahltore; GW = erzielte Siegtore; 1 Play-downs/Relegation; Kursiv: Statistik nicht vollständig)